# 小松みゆき
小松 みゆき（こまつ みゆき、1971年6月5日 - ）は、日本の女優、グラビアモデルである。福島県いわき市出身。旧芸名は小松 美幸（読み方同じ）。イエローキャブ、マツ・カンパニー、オフィスミラクルボックスを経てサンズエンタテインメントに所属していた。2018年11月よりテンダープロに所属。
身長156cm、スリーサイズはB84 W60 H86。

## 略歴
10代の頃、1980年代前半に人気だったたのきんトリオの映画を好んで見るようになる。磐城女子高校に進学すると、高校の出身者に秋吉久美子がいたことや先述の映画などの影響を受けて役者に憧れ始める。
実践女子大学在学中に原宿でスカウトされ、1990年に「小松 美幸」として『週刊プレイボーイ』10月23日号の水着グラビアでデビュー。翌年には同誌で初ヌードになるとB82・W57・H82の抜群のプロポーションや、美しいフォルムを描く美乳が話題となり、グラビアモデルとしてトップクラスの人気を得る。
雑誌のグラビア、写真集、イメージビデオを中心に活動し、1992年には星野陽子とともに共同石油のカレンダーガールに起用された。この間、Vシネマ『ダウンタウン・ガールズ』（1991年）に出演したことはあったが、1992年7月に出版された4冊めの写真集『The LAST SHOW』で女優への転身を宣言、同年8月の城戸賞受賞シナリオの映画化作品『福本耕平、かく走りき』(青春映画の佳作とされる)では準主役を務めた。
1993年2月、にっかつのVシネマ『スウィートルーム』で濡れ場を演じた。また同年5月のVシネマ『くノ一忍法帖』でも妖艶な演技を披露するなど、セクシー系作品への出演が続いた。
1994年、「小松みゆき」に改名。しばらくは『TOKYO BALLADE 危険な誘惑』『女教師』といった従来路線のセクシー系作品への出演や、ヘアヌード写真集のモデルとしての活躍が目立った。94年に「ファイナルヌード宣言」をした後はVシネマ、テレビドラマを中心により幅広い役柄を演じた。
一般作品でも演技力は認められ、2003年からテレビドラマ『大奥』（フジテレビ）にレギュラー出演して、話題になった。
2009年12月6日にアパレル企業の取締役を務める8つ年下の男性と婚姻。
2020年9月14日、妊娠を公表。2021年2月18日、第一子となる女児を出産。2021年6月現在、自宅で11匹の保護猫の面倒を見ている。
2022年に公開された『月下香』では俳優として出演するだけではなく、インティマシー・コーディネーターとして、同作出演者のサポートも行った。

## 人物

### 生い立ち
実家でボウリング場を営む両親のもとに二人姉妹の長女として生まれた。子供の頃から活発でなんでも率先してやるタイプで、9歳から20歳までクラシックバレエを習っていた。グラビアタレントになった当初、内緒のアルバイト感覚で活動していたが、翌年ヌードになったことで母にバレて怒られるも、小松の頑固な性格を知っていたためそれ以降は見守ってくれたとのこと。

### 結婚
一般作品への出演が増えてきた頃には30歳を過ぎていたが、本人は役者の仕事が面白く「結婚なんて」と思いながら仕事をしており、一人で生きていくつもりで30代前半でマンションも購入していた。ただし夫とは若い頃に出会っており、長い同棲生活を経て小松が38歳、夫が30歳の時に結婚した。一年後の秋に結婚式をすることを考えていたが、直後に舞台版「大奥」が決まりスケジュールが2年先まで埋まったこともあり、子作りも先延ばしとなった。

### 不妊治療
舞台が終わった42歳の頃に不妊治療を開始し、人工授精、体外受精、顕微授精などを繰り返すも成功しないまま4年が経過。色々とサポートしてくれた夫と話し合って最後の顕微受精を決めると、同時期に受けた子宮鏡検査で子宮内膜炎と良性ポリープが発覚。2度の子宮の手術を受けるなどしている間に2年が過ぎ、49歳になった直後の2020年6月に病院から妊娠が告げられる。安定期に入った9月に妊娠を公表し、その後49歳8ヶ月で帝王切開で女の子を出産した。出産までの間、ブログに乗せた不妊治療の詳細について男女問わず同じ悩みを抱える人たちの間で大きな共感を呼んだ。

### エピソード
- デビュー当時のインタビューでは、理想の男性像について「自分をしっかり持っている人」と語ったとのこと[3]。
- 20代の頃からしばらくは俳優業だけでは生活できなかったため、女優業の傍らとあるブティックでバイトしていた[3]。
- 代表作の一つである映画『北京原人 Who are you?』では北京原人のハナコを演じた。裸体の上に直接特殊メーキャップを施された。
- 役柄的にはやや薄幸なイメージのものが多いが、公式ホームページによれば実際は性格が明るく、アウトドア派とのこと。
- 勝手にAV会社に移籍され、1年間逃亡生活を送ることになったが、当時の『イエローキャブ』の野田義治社長の助けで再出発し、1994年に「小松美幸」から「小松みゆき」に改名し、NHK大河ドラマや「大奥」シリーズなどに出演するようになった。[9]

## 出演

### 映画
小松美幸 名義
- 福本耕平、かく走りき（1992年8月8日、制作：「福本耕平かく走りき」製作実行委員会、配給：ヘラルド/ヘラルド・エース） - 夏目りえ
- やくざ道入門（1994年6月4日、制作・配給：バンダイビジュアル） - 島村リカ子

小松みゆき 名義
- ガメラシリーズ
  - ガメラ2 レギオン襲来（1996年7月13日、制作：大映ほか、配給：東宝） - 札幌でのレポーター
  - ガメラ3 邪神〈イリス〉覚醒（1999年3月6日、制作：大映ほか、配給：東宝） - 渋谷でのレポーター
- イグナシオ（1996年12月14日、制作：大映ほか、配給：パル企画） - 藤沢文子(シスター・カタリナ)
- かっ鳶五郎（1997年11月22日、制作・配給：ケイエスエス） - あゆみ
- 北京原人 Who are you?（1997年12月20日、制作：東映ほか、配給：東映） - 北京原人ヤマト・ハナコ
- ゴジラ・モスラ・キングギドラ 大怪獣総攻撃（2001年12月15日、制作：東宝、配給：東宝） - 通信士[1]
- 運命人間（2004年10月16日、制作：ユーロスペースほか、配給：ユーロスペース） - ノゾミ
- 亡国のイージス（2005年7月30日、制作：角川映画ほか、配給：松竹） - 如月行の母
- デスノート / デスノート the Last name（2006年、製作：日本テレビ放送網他、配給：ワーナー・ブラザース映画） - 佐波刑事
- 大奥（2006年12月26日、配給：東映） - 松ヶ枝
- いつもより素敵な夜に（2010年10月30日、製作：レジェンドピクチャーズ、R-18指定） - 主演・高木美砂
- 連結部分は電車が揺れる 妻の顔にもどれない（2013年3月30日、製作：レジェンドピクチャーズ、R-15指定） - 主演・川島良子
- 僕が君の耳になる（2021年5月7日、製作：フィルム・クラフト） - コーチ
- ある家族（2021年7月30日、製作：日本映画振興財団） - キャバクラのママ
- 月下香 （2022年10月28日、製作：日本映画振興財団） - 百合

### Vシネマ
小松美幸 名義
- ダウンタウンガールズ（1991年9月1日、日本ビデオ映画） - 主演
- スウィートルーム（1993年2月5日、にっかつ） - 主演
- くノ一忍法帖（1992年8月21日、キングレコード） - お奈美
- くノ一忍法帖III 秘戯伝説の怪（1993年5月21日、キングレコード） - お藍

小松みゆき 名義
- TOKYO BALLADE 危険な誘惑（1994年8月27日、MAT（新東宝ビデオ）） - 主演
- 女教師（1994年10月7日、にっかつ） - 主演
- 女犯（にょぼん）十手裏仕置（1994年12月21日、キングレコード）
- クレイジー・コップ 捜査はせん!（1995年4月15日、タキコーポレーション） - 筈見アンナ
- どチンピラ 12 危険なフェロモン（1995年8月4日、SHS（セイヨー））
- 大阪最強伝説 喧嘩の花道 4（1998年3月27日、ケイエスエス）
- 大阪最強伝説 喧嘩の花道 5（1998年8月1日、ケイエスエス）
- 新・バブルと寝た女たち（1999年2月26日、徳間ジャパン）
- ノストラダムス滅亡録 遺伝子の新世紀（1999年7月2日、アートポート） - 主演
- サギ師一平（1999年10月29日、アンカー・フィルムズ）
- 仁義22・狂った野獣（1999年12月24日、日本映像）
- サギ師一平 2（2000年1月28日、アンカー・フィルムズ）
- サギ師一平 3（2000年4月28日、アンカー・フィルムズ）
- 縁切り闇稼業4 戦慄のカルト教団（2000年） - 新藤麗(教祖)
- 本気! 15 激情編（2000年4月28日、日本映像）
- 本気! 23 凶悪編（2002年7月19日、日本映像）
- 新・ヤンママトラッカー 涙街道・爆走かぐや姫!（2003年1月25日、GPミュージアム） - リョウコ(渡り鳥)

### テレビドラマ
- ずっとあなたが好きだった（1992年、TBS）
  - 第8話「性生活の不一致」・第9話「悪夢の妊娠」
- 金曜エンタテイメント（フジテレビ）
  - 横溝正史シリーズ6 八つ墓村（1995年10月13日）
  - 体外受精連続殺人 夫の子ではない!? 悪魔が精子をすり替えた（1996年6月21日）
  - 盗撮・覗かれた主婦（2000年3月24日） - 高岡三樹子 役
  - 温泉名物女将!湯の町事件簿（2002年5月24日）
  - 大奥スペシャル 〜幕末の女たち〜（2004年3月26日）
  - 山村美紗サスペンス 京都女優シリーズ7　新選組殺人事件（2004年7月16日）
  - 大奥 第一章「桜散る」（2005年4月8日）
  - 山村美紗没後10年特別企画 黒百合伝説殺人事件〜美人作家を襲う連続殺人の罠!（2006年5月12日）
- 付き馬屋おえん事件帳
  - 第2シリーズ 第1話「吉原御法度破り！」（1993年1月8日、テレビ東京） - 小菊 役
  - 第3シリーズ 第6話「忘八地獄」（1995年5月15日、テレビ東京） - 小菊 役
- オ・ト・ナにして（1995年、テレビ朝日）
- イグアナの娘（1996年、テレビ朝日） - 高野春子 役
- 君の手がささやいている 〜第二章（1998年10月1日、テレビ朝日）
- 月曜ドラマスペシャル （TBS）
  - 監察医薮野善次郎6　死体は知っている（1998年10月19日） - 踊り子・マリー 役　
  - 流れ星お銀!事件解決いたします1 東京 - 気仙沼殺人ルート…（2000年6月19日）
- NHK大河ドラマ「元禄繚乱」（1999年、NHK総合） - 堀部幸 役
- 土曜ワイド劇場（テレビ朝日系）
  - 江戸ッ子探偵殺人案内 東おとこに京おんな殺人事件（1999年7月24日） - 山下珠美 役
  - 京都殺人案内(25) 根室・納沙布、慟哭の海!（朝日放送、2002年4月20日） - 江本晴美 役
  - 復讐法廷の女 女弁護士が仕組んだ殺人方程式（2002年4月27日） - 服部加代子 役
  - 遺言執行人 大富豪から突然の指名?（2003年8月9日）
  - 混浴露天風呂連続殺人(23) 日光・鬼怒川ウラ日本史の謎!（朝日放送、2003年12月20日）
  - はみだし弁護士・巽志郎10 出会い系サイトは死の香り、美人妻ストーカー殺人事件（朝日放送、2006年8月19日）
- 大奥（2003年6月 - 8月、フジテレビ） - 藤波 役
  - 大奥 明治篇 新しい生命（2003年9月2日）
- 女と愛とミステリー（テレビ東京・BSジャパン）
  - 森村誠一サスペンス 捜査線上のアリア（2003年12月17日） - 宮下千代子 役
  - 捜査検事・近松茂道4 偽装〜昇仙峡に舞う殺人事件（2004年8月4日）
  - 多摩南署たたき上げ刑事・近松丙吉7（2007年9月2日） - 主婦・布施紀子 役
- 愛し君へ 第3話「過酷すぎる愛の運命」（2004年、フジテレビ）
- 大奥〜第一章（2004年、フジテレビ） - 村雨 役
- 怪談スペシャル 100 tales of horror「契り」（2005年8月2日、フジテレビ） - 侍女・おとく 役
- 金曜時代劇 秘太刀 馬の骨 第2話、第3話（2005年、NHK総合）
- ウルトラマンマックス 第35話「M35星雲のアダムとイブ」（2006年、CBC） - レポーター役
- 土曜ドラマ「氷壁」（2006年、NHK総合）
- DRAMA COMPLEX「塀の中の懲りない女たち1〜宇都宮女子刑務所2006」（2006年5月26日、日本テレビ） - 浅野浩子 役
- PS羅生門 警視庁東都署 第11話「完全復讐計画…想いは今も生き続ける」（2006年、テレビ朝日）
- 仕掛人・藤枝梅安（2006年） - お吉
- 大奥スペシャル〜もうひとつの物語〜（2006年12月29日、フジテレビ） - 松ヶ枝 役
- 金曜プレステージ（フジテレビ）
  - 「名司会者・寿鶴子 殺人スピーチ3」（2007年4月13日） - 村越敦子 役
  - 「剣客商売〜鬼熊酒屋〜」（2014年8月8日、フジテレビ） - たえ 役
  - 「名探偵 神津恭介 影なき女」（2014年3月14日） - 森島世津子 役
- おみやさん 第6シリーズ 最終回スペシャル（2009年3月、テレビ朝日） - 種村美紀 役
- 月曜ゴールデン（TBS）
  - 血痕2 警科研・湯川愛子の鑑定ファイル〜（2007年6月11日）
  - 赤かぶ検事奮戦記 悪夢の女相続人（2009年5月）
  - 弁護士高見沢響子10（2009年10月19日） - 根本楓 役
- 土曜プレミアム 島根の弁護士　The Lawyer of Shimane（2007年7月14日、フジテレビ）
- 執事喫茶にお帰りなさいませ 第9話（2009年3月4日、毎日放送） - 大宮五月 役
- 水曜シアター9（テレビ東京）
  - 横溝正史ミステリ大賞受賞作「テネシーワルツ」（2010年2月17日）
- 松本清張没後20年特別企画 ドラマスペシャル 波の塔（2012年6月23日、テレビ朝日） - 旅館の女将 役
- プレミアムドラマ そこをなんとか（2012年10月27日、NHK BSプレミアム） - 改世喜和子 役
- 相棒 season11 第14話「バレンタイン計画」（2013年2月6日、テレビ朝日） - 白石喜美子 役
- 松本清張ミステリー時代劇 第9話「虎」（2015年8月4日、BSジャパン） - お滝 役
- 大奥（2019年） - 藤波
- 塔馬教授の天才推理3（2019年3月9日、フジテレビ）

### 舞台
- お茶っぴき　(2004年11月10～15日、新宿シアターブラッツ)－さくら役

### バラエティ
- 紳助の人間マンダラ（1995年 - 2002年、関西テレビ）

## 作品

### イメージビデオ（成人指定）
小松美幸 名義
- ピンクアイドル（1991年11月15日、Astro（笠倉出版社））
レンタル版：ピンクの唇（1991年、Five Stars）
- 背徳のエロス（1992年5月16日、笠倉出版社）
レンタル版：ボンデージの罠（1992年、Five Stars）
- 小松美幸SPECIAL（1992年10月16日、笠倉出版社）
レンタル版：美天女（1993年、Five Stars）
- 蜜月（1993年1月24日、宇宙企画）
- キスと煙突（1993年3月21日、宇宙企画）

小松みゆき 名義
- LAST DANCE（1993年12月、IONA（明文社））

### イメージビデオ（R - 一般指定）
小松美幸 名義
- 小松美幸（1991年、スコラ）
- 小松美幸（1991年、スコラnu!）
- NUDE（1991年10月29日、英知出版）
- 魅せられて（1991年11月、Pyramid（大陸書房））
- 美しき獲物（1992年、Galaxy（大陸書房））
- ひとめぼれ（1992年4月10日、英知出版）
- 美幸の手紙（1992年6月、英知出版）
- FINAL（1993年1月、OLiVE）
- LAST ACTRESS（1993年4月21日、ポニーキャニオン）
- なみだ目の愛（1993年7月、英知出版）
- 令嬢 小松美幸 櫻の蕾（1993年8月21日、Gekisya（Maxam））
- 令嬢 小松美幸 蘭の鎖（1993年8月21日、Gekisya（Maxam））

小松みゆき 名義
- 淫度二重丸 OH・モーレツ!!（1994年2月、オー・ケイ出版社）
- 妖艶の園（1994年6月3日、Gekisya（Maxam））
- ミスティック・シャワー（1994年6月10日、Neo Image（にっかつ））
- SEXY MOON 豊かな胸を揺らせて…（1994年6月26日、COLORS（笠倉出版社））
レンタル版：イヴの香り（1994年、Five Stars）
- セクシーマーメイド（1995年10月、笠倉出版社）
- シスタードール 魅惑の美乳クイーン 一輝（1997年1月22日、iha（日本スカイウェイ））

## 書籍

### 写真集
小松美幸 名義
- 1991.09 オペラの夜（撮影：英隆、ワニブックス ISBN 978-4847022098）
- 1991.12 CARNIVAL〜謝肉祭（撮影：野村誠一、ティ・アイ・エス）
- 1992.04 FINaL（撮影：小野麻早、音楽専科社 ISBN 978-4900343337）
- 1992.08 the LAST SHOW（撮影：リウ・ミセキ、英知出版）
- 1995.06 渚のマーメイド（撮影：佐藤健、黒田出版興文社 文庫写真集）

小松みゆき 名義
- 1994.03 ATTRACTIVE SOUL（撮影：藤井衍士、音楽専科社）
- 1994.06 MERMAID（撮影：山岸伸、コンパス ISBN 978-4906407187）
- 1994.10 乳房像（撮影：リウ・ミセキ、スコラ ISBN 978-4796202091）
- 1994.12 BAYSIDE LADY（撮影：西田幸樹、英知出版）